# پند متی‌خان
پند متی‌خان (به انگلیسی: Pind Matay Khan) یک منطقهٔ مسکونی در پاکستان است که در ناحیه جهلم واقع شده‌است.